# Irmã, sœurs à la fin du monde
 (février 2024).
Si vous disposez d'ouvrages ou d'articles de référence ou si vous connaissez des sites web de qualité traitant du thème abordé ici, merci de compléter l'article en donnant les références utiles à sa vérifiabilité et en les liant à la section « Notes et références ».
Pour plus de détails, voir Fiche technique et Distribution.
Irmā, sœurs à la fin du monde est un film dramatique brésilien réalisé par Luciana Mazeto et Vinícius Lopes et sorti en 2021 en France. Le film est diffusé lors du Festival du cinéma brésilien de Paris. 

## Synopsis
Deux sœurs, Ana et Julia, dont la mère est gravement malade, partent toutes les deux en car pour Mata, afin d'aller revoir leur père...

## Fiche technique
- Titre original : Irmã
- Réalisation : Luciana Mazeto et Vinícius Lopes
- Scénario : Luciana Mazeto et Vinícius Lopes
- Costumes : Gabriela Burck
- Photographie : Carine Wallauer
- Montage : Luciana Mazeto
- Producteur : Jaqueline Beltrame et Leandro Engelke
- Société de distribution : Wayna Pitch
- Pays :  Brésil
- Langue originale : portugais brésilien
- Format : couleur
- Genre : Drame
- Durée : 88 minutes
- Dates de sortie :
  - France : 
    - 7 juillet 2021 (en salles)

## Acteurs principaux
- Maria Galant : Ana
- Anaís Grala Wegner : Julia
- Felipe Kannenberg: Carlos
- Marina Mendo : Irene
- Nicholas Perlin : Pedro
- Otávio Diello : Ernesto